# 墨脱水电站
墨脱水电站是雅鲁藏布江下游水电工程的一部分，也是中国在雅鲁藏布江西藏自治区墨脱县段修建的水电站，预计装机容量为为60000兆瓦。完工后将成为世界上最大的水电站，每年可发电3000亿千瓦时，是三峡大坝的三倍。2024年12月，中国政府批准了该项目。项目预计2033年建成并投入商业使用。2025年7月19日，中国正式启动墨脱水电站建设。